# Jeanne Demons
Jeanne Demons est une comédienne québécoise d'origine française, née à Agen (Lot-et-Garonne) le 18 janvier 1886 et morte à Montréal le 27 novembre 1958. Elle a surtout travaillé sur les scènes des théâtres mais aussi à la radio, à la télévision et au cinéma. 

## Biographie
Jeanne Demons s'installe à Montréal en 1912 avec son mari Maurice Pelletier qu'elle avait rencontré à Paris.
Elle devient rapidement reconnue et joue dans les grands théâtres montréalais (le Théâtre national et le Théâtre canadien).
En 1920, elle crée sa propre troupe et l'année suivante s'associe à Bella Ouellette pour créer la Troupe Ouellette-Demons. Plus tard, dans les années 1930, elle sera de l'aventure de la troupe de Fred Barry et d'Albert Duquesne au Théâtre Stella. Elle participera aussi à quelques feuilletons radiophoniques.
L'année 1952 marque les débuts de la télévision au Canada. Radio-Canada diffuse son premier télé-théâtre le 3 août 1952, le Seigneur de Brinqueville de Pierre Petel, où la distribution comprendra Jeanne Demons, Charlotte Boisjoli, Jean Duceppe, Guy Hoffmann et Camille Ducharme.
Elle aura le rôle central dans le film québécois de René Delacroix Cœur de maman (1953).

## Source
- Dictionnaire des artistes du théâtre québécois, Cahier de théâtre Jeu, 2008.